# I giorni dell'ira
I giorni dell'ira (bra: O Dia de Ira) é um filme teuto-italiano de 1967, do gênero faroeste, dirigido por Tonino Valerii, com roteiro de Ernesto Gastaldi, Renzo Genta e do próprio Valerii baseado no livro Der tod Ritt Dienstags, de Ron Barker.

## Sinopse
Em Clifton, Arizona, Scott é um jovem órfão que executa tarefas de limpeza na cidade. Desprezado por todos, Scott deseja possuir uma arma para se vingar daqueles que o maltratam. Um recém chegado visitante de Clifton, Frank, simpatiza com Scott e o entrega uma arma. Frank parte sozinho da cidade em direção a Bowie para cuidar de uma dívida com o lendário Wild Jack. É revelado que Frank foi traído por poderosos de Clifton que levaram todo o seu dinheiro, buscando vingança agora. Frank sofre uma emboscada pelo bando de Wild Jack, mas é salvo por Scott, que o havia rastreado desde Clifton. Scott então torna-se seu discípulo e Idólatra.
De volta a Clifton, a dupla passa a chantagear as pessoas influentes da cidade como uma forma de se vingar e expor ao mundo dali para ganharem o tão desejo respeito das pessoas de Clifton.

## Elenco
- Giuliano Gemma — Scott Mary
- Lee van Cleef — Frank Talby
- Walter Rilla — Murph Allan Short
- Andrea Bosic — Abe Murray
- Ennio Balbo — banqueiro Turner
- Lukas Ammann — juiz Cutcher
- Al Mulock — Wild Jack (não creditado)
- Nino Nini — xerife Nigel
- José Calvo — Bill (como Pepe Calvo)
- Benito Stefanelli — pistoleiro Owen
- Anna Orso — Ellie Cutcher
- Christa Linder — Gwen
- Yvonne Sanson — Vivian